# サイード・ビン・スルール

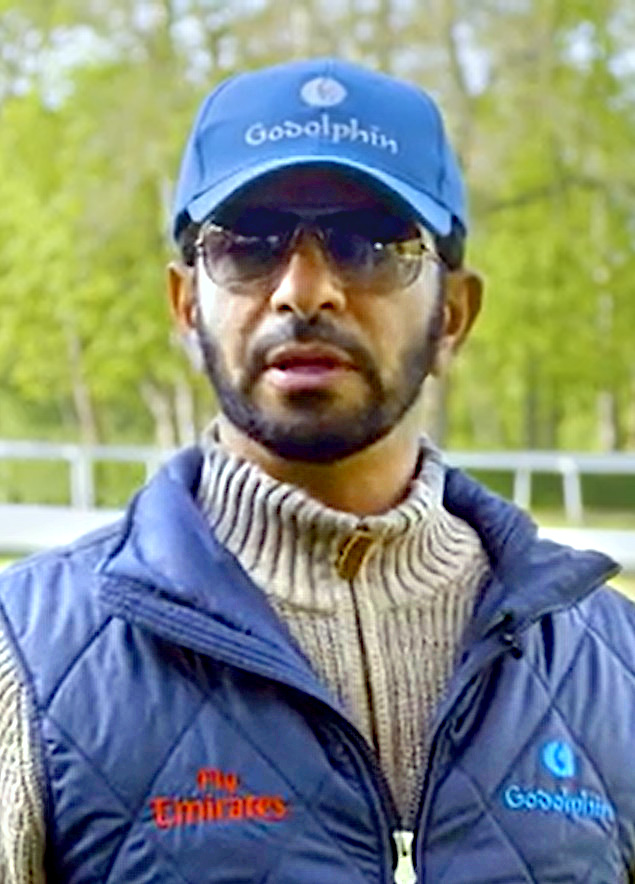
Saeed Bin Suroor (2017)

サイード・ビン・スルール（アラビア語: سعيد بن سرور、Saeed bin Suroor、1966年10月10日 - ）は、アラブ首長国連邦 (UAE) 、イギリスの調教師。ドバイ出身。シェイク・モハメド率いる競馬チーム・ゴドルフィンの専属調教師。
1994年に騎馬警官から調教師に転身。1995年にゴドルフィンに抜擢され、専属調教師に。専属初年度からラムタラによりダービー、キングジョージ6世&クイーンエリザベスダイヤモンドステークス、凱旋門賞をすべて制すなどの実績を挙げた。
1996年・1998年・1999年・2004年にイギリス平地首位調教師となっている。

## おもな管理馬
- ハートレイク（安田記念）
- ムーンシェル（オークス）
- ラムタラ（エプソムダービー、キングジョージ6世&クイーンエリザベスダイヤモンドステークス、凱旋門賞）
- ホーリング（エクリプスステークス2回、インターナショナルステークス2回、イスパーン賞）
- クラシッククリシェ（セントレジャーステークス、ゴールドカップ）
- マークオブエスティーム（2000ギニー、クイーンエリザベス2世ステークス）
- スウェイン（キングジョージ6世&クイーンエリザベスダイヤモンドステークス2回、アイリッシュチャンピオンステークス）
- カイフタラ（ゴールドカップ2回、アイリッシュセントレジャー2回）
- デイラミ（エクリプスステークス、マンノウォーステークス、コロネーションカップ、キングジョージ6世&クイーンエリザベスダイヤモンドステークス、アイリッシュチャンピオンステークス、ブリーダーズカップターフ）
- ドバイミレニアム（ジャック・ル・マロワ賞、クイーンエリザベス2世ステークス、ドバイワールドカップ、インターナショナルステークス）
- ムタファーウエク（セントレジャーステークス、ドイツ賞、カナディアンインターナショナルステークス、コロネーションカップ）
- ムータティール（ヴィットーリオ・ディ・カープア賞、ジャック・ル・マロワ賞）
- ファンタスティックライト（マンノウォーステークス、香港カップ、タタソールズゴールドカップ、プリンスオブウェールズステークス、アイリッシュチャンピオンステークス、ブリーダーズカップターフ）
- クツブ（バイエルンツフトレンネン、オイロパ賞、ジョッキークラブ大賞）
- サキー（インターナショナルステークス、凱旋門賞）
- カッツィア（1000ギニー、オークス、フラワーボウル招待ハンデキャップ）
- マリエンバード（ドイツ賞、バーデン大賞、凱旋門賞）
- グランデラ（シンガポール航空国際カップ、プリンスオブウェールズステークス、アイリッシュチャンピオンステークス）
- スラマニ（ドバイシーマクラシック、アーリントンミリオンステークス、ターフクラシック招待ステークス、インターナショナルステークス）
- ムーンバラッド（ドバイワールドカップ）
- マムール（バーデン大賞、オイロパ賞）
- リフューズトゥベンド（クイーンアンステークス、エクリプスステークス）
- ドワイエン（キングジョージ6世&クイーンエリザベスダイヤモンドステークス）
- ルールオブロー（セントレジャーステークス）
- ドバウィ（ナショナルステークス、アイリッシュ2000ギニー、ジャック・ル・マロワ賞）
- シャマルダル（プール・デッセ・デ・プーラン、ジョッケクルブ賞、セントジェームズパレスステークス）
- エレクトロキューショニスト（インターナショナルステークス、ドバイワールドカップ）
- ディスクリートキャット（シガーマイルハンデキャップ）
- ユートピア（ウエストチェスターハンデキャップ・2006年6月から在厩）
- ラモンティ（クイーンアンステークス、サセックスステークス、クイーンエリザベス2世ステークス、香港カップ）
- スキャパレリ（ジョッキークラブ大賞）
- ミュージックノート（マザーグースステークス、コーチングクラブアメリカンオークス、ガゼルステークス、バレリーナステークス、ベルデイムステークス）
- マスタリー（セントレジャーステークス、デルビーイタリアーノ）
- カラーヴィジョン（ゴールドカップ）
- サッジャー（ジェベルハッタ、ドバイデューティーフリー）
- アフリカンストーリー（ドバイワールドカップ）
- プリンスビショップ (ドバイワールドカップ)
- サンダースノー (ジャンプラ賞、ドバイワールドカップ2回)
- ベンバトル (ドバイターフ、ダルマイヤー大賞、コーフィールドステークス)
- ベストソリューション (ベルリン大賞、バーデン大賞)
- モージュ(1000ギニーステークス、クイーンエリザベス2世チャレンジカップステークス)